# بيل سوان
بيل سوان هو كاتب وكاتب للأطفال كندي، ولد في 25 يناير 1939 في Blandford-Blenheim ‏ في كندا.